# Sebastiaen van Aken
Sebastiaen van Aken (Malines, 31 marzo 1648 – Malines, 21 novembre 1722) è stato un pittore fiammingo.

## Biografia
In patria fu  allievo di Lucas Franchoijs il Giovane; successivamente di Carlo Maratta durante il soggiorno in Italia fino al 1697. Dopo aver viaggiato per la Spagna e per il Portogallo, tornò in patria.